# Somari
Somari（ソマリ）は、日本の3人組ロックバンドである。東京都世田谷区下北沢を活動拠点とする。

## メンバー
- 降籏 幸輔（ふりはた こうすけ）ボーカル、ギター
- 恩田 賢人（おんだ けんと）ベース、ボーカル
- 福本 涼太（ふくもと りょうた）ドラム

## 経歴
2018年
- 12月22日、結成。

2019年
- 9月29日、1st Demo 『灯』 発売。

2020年
- 4月19日、2nd Demo 『写』 発売。
- 7月15日、HIGH BEAM RECORDSへの所属を発表。[2]
- 12月9日、1st EP 『前略トリコロール』を発売。

2021年
- 1月6日、コンピレーションアルバム『V.A.ULTRA HIGH BEAM 2021』 参加。